# Arrest Zwiepende tak

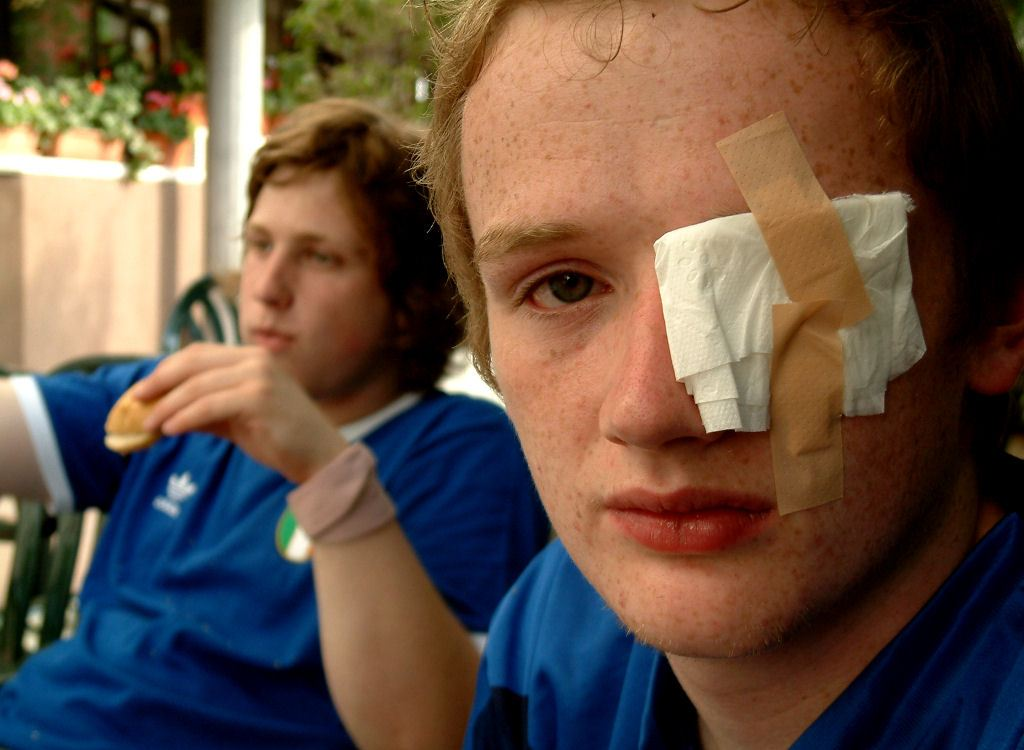
Voorbeeld van afgedekt oogletsel.
In de zaak Werink/Hudepohl werd schadevergoeding geëist wegens oogletsel.

Het arrest Werink/Hudepohl (HR 09 december 1994, beter bekend als Zwiepende tak, is een arrest van de Nederlandse Hoge Raad dat betrekking heeft op aansprakelijkheid voor letselschade uit onrechtmatige daad.

## Casus
In september 1989 maken vier jongens/vrienden samen een boswandeling in de omgeving van Slagharen. Werink –17 jaar oud– gaf achteloos een schop tegen een tak die daarop terugzwiepte en Hudepohl, die achter hem liep, in het rechteroog trof. Door het oogletsel moet Hudepohl uiteindelijk een oog missen. (De verzekeraar van Werink wil de aansprakelijkheid niet erkennen.)

## Procesgang
Hudepohl vordert schadevergoeding, op te maken bij staat, wegens onrechtmatige daad (1401 BW). Werink is niet verschenen. De vordering is bij verstekvonnis toegewezen, waartegen Werink in verzet is gekomen. De rechtbank heeft het verstekvonnis vernietigd en de vordering afgewezen. Dit vonnis is in hoger beroep door het hof vernietigd; de vordering is toegewezen. Het arrest van het hof is in cassatie vernietigd en het (laatste) vonnis van de rechtbank is bekrachtigd. De vordering van Hudepohl is dus afgewezen.
Het gedrag dat letselschade heeft veroorzaakt is in drie instanties getoetst aan de zorgvuldigheidsnorm. Rechtbank, hof en Hoge Raad achten het gedrag resp. niet, wél en niet maatschappelijk onzorgvuldig.

## Hoge Raad
[Het hof heeft miskend] dat niet reeds de enkele mogelijkheid van een ongeval, als verwezenlijking van aan een bepaald gedrag inherent gevaar, dat gedrag onrechtmatig doet zijn, maar dat zodanig gevaarscheppend gedrag slechts onrechtmatig is indien de mate van waarschijnlijkheid van een ongeval (het oplopen van letsel door een ander) als gevolg van dat gedrag zo groot is, dat de dader zich naar maatstaven van zorgvuldigheid van dat gedrag had moeten onthouden. [r.o. 3.6 en 3.4]

Dus de kans dat een ongeval kan ontstaan bepaalt (mede) of iemand zich moet onthouden van een bepaald gedrag. In casu is onvoldoende bekend over de feitelijke toedracht van het ongeval, zodat de rechter niet kan vaststellen of een zorgvuldigheidsnorm is geschonden. Werink is niet aansprakelijk.
De Hoge Raad overwoog:

3.4
Onderdeel I van het middel (...) gaat terecht ervan uit dat niet reeds de enkele mogelijkheid van een ongeval, als verwezenlijking van aan een bepaald gedrag inherent gevaar, dat gedrag onrechtmatig doet zijn, maar dat zodanig gevaarscheppend gedrag slechts onrechtmatig is indiend de mate van waarschijnlijkheid van een ongeval (het oplopen van letsel door een ander) als gevolg van dat gedrag zo groot is, dat de dader zich naar maatstaven van zorgvuldigheid van dat gedrag had moeten onthouden.

3.5
Onderdeel II [van het middel] klaagt [terecht] over ontoereikende motivering van 's Hofs oordeel, nu omtrent de toedracht van het ongeval onvoldoende is komen vast te staan. (...)

3.6
Naar onderdeel I met juistheid betoogt, heeft het Hof (...) de hiervoor onder 3.4 omschreven maatstaf miskend.

Weliswaar heeft het hof overwogen dat (Werink zich had moeten realiseren dat) een tak waartegen wordt getrapt, kan terugzwiepen en een ander kan verwonden, alsmede dat Werink rekening had moeten houden met de mogelijkheid dat Hudepohl zich in zijn onmiddellijke nabijheid bevond.
Maar het Hof heeft niet onderzocht of de mate van waarschijnlijkheid van een ongeval als het onderhavige doordat de tak als gevolg van de door Werink daartegen gegeven schop ernstig letsel aan de achter hem lopende Hudepohl zou kunnen toebrengen, zo groot was dat Werink zich, naar de eisen van de hem jegens Hudepohl betamende zorgvuldigheid, van het geven van die schop had behoren te onthouden.

Voor een oordeel te dier zake is in dit geding trouwens geen toereikende feitelijke grondslag beschikbaar, (...)

## Tot besluit
- Dit arrest past in een reeks van arresten, waarin gedrag dat letselschade veroorzaakt heeft, niet onrechtmatig is geoordeeld, omdat het gedrag niet maatschappelijk onzorgvuldig werd geacht. De kernoverweging (r.o. 3.6 + 3.4) is een formulering die in dit arrest is geïntroduceerd en in latere arresten terugkomt, bijvoorbeeld in het Verhuizende zussen-arrest.
- In het Verhuizende zussen-arrest is de feitelijke toedracht wél tot in detail bekend, overigens met hetzelfde resultaat: niet maatschappelijk onzorgvuldig dus niet aansprakelijk.